# Pavillon du Roi
Le Pavillon du Roi ou l'hôtel du Pavillon du Roi est un hôtel particulier situé sur la place des Vosges à Paris, en France.

## Localisation
Le pavillon du Roi est situé dans le 4e arrondissement de Paris, au  1 place des Vosges. Il occupe la partie centrale des bâtiments du sud de la place. La statue équestre de Louis XIII au centre de la place lui fait face. Le passage traversant le rez-de-chaussée du pavillon, dans l'axe de la place, conduit à la rue de Birague. Le Pavillon du roi jouxte l'Hôtel Coulanges, au 1 bis, lieu de naissance de Madame de Sévigné.
Le Pavillon du Roi compose avec le Pavillon de la Reine les bâtiments principaux de la place des Vosges. Ils se font face (nord-sud) et sont plus élevés que les autres bâtiments de la place.

## Historique
Le pavillon du Roi est construit entre 1605 et 1608 aux frais de la couronne de France, lors de la création de la place Royale (future place des Vosges). Il est en face du pavillon de la Reine de l'autre côté de la place. Destiné à servir d'entrée principale à la place, le roi de France n'y habite cependant jamais. La maçonnerie est assurée par le maître maçon Jonas Robelin. L'intention fut de faire de ce bâtiment le modèle pour la construction des 35 suivants composant la place. On prête sa conception à l'architecte du roi Louis Métezeau.
Ses premiers habitants sont le premier valet de chambre peintre ordinaire du roi Charles de Court et son épouse Marie de Guille, qui occupent la fonction de concierge des lieux.
Charles de Court meurt en avril 1614, mais son épouse reste résidente des lieux jusqu'à ce que le Conseil d'État y mette fin. En mai 1674, le seigneur du Plessis Guy Le Cocq sert de prête-nom à François de Launay et à Jacques le Mire pour racheter les lieux. Le Pavillon est sous-loué à l'écuyer du prince de Soubise, M. Morel.
En 1751, Jeannes Gourgues rachète les lieux et entreprend des travaux de rénovation qui révèlent un état de délabrement avancé. Ne pouvant prendre en charge le coût des travaux, elle vend le Pavillon au seigneur Levesque de la Cointeterie. L'hôtel devient la propriété de Joseph Philippe-Vambergue en 1763, puis d'Alexandre-Joseph de Bonneval en 1769 qui le met à la location. Le dentiste François Leroy de la Faudignère compte parmi ces locataires.
À la sortie de la révolution française, de Bonneval doit remettre son pavillon à l'État, qui le classe bien national, et le revend à Jean-Adam Muller qui le revend dans la foulée au peintre François Dumont. En 1856, l'écrivain Juste Olivier devient le nouvel occupant des lieux.
Les parties extérieures de l'édifice sont classées au titre des monuments historiques depuis 1956 et des parties intérieures sont inscrites depuis 2022.

## Galerie

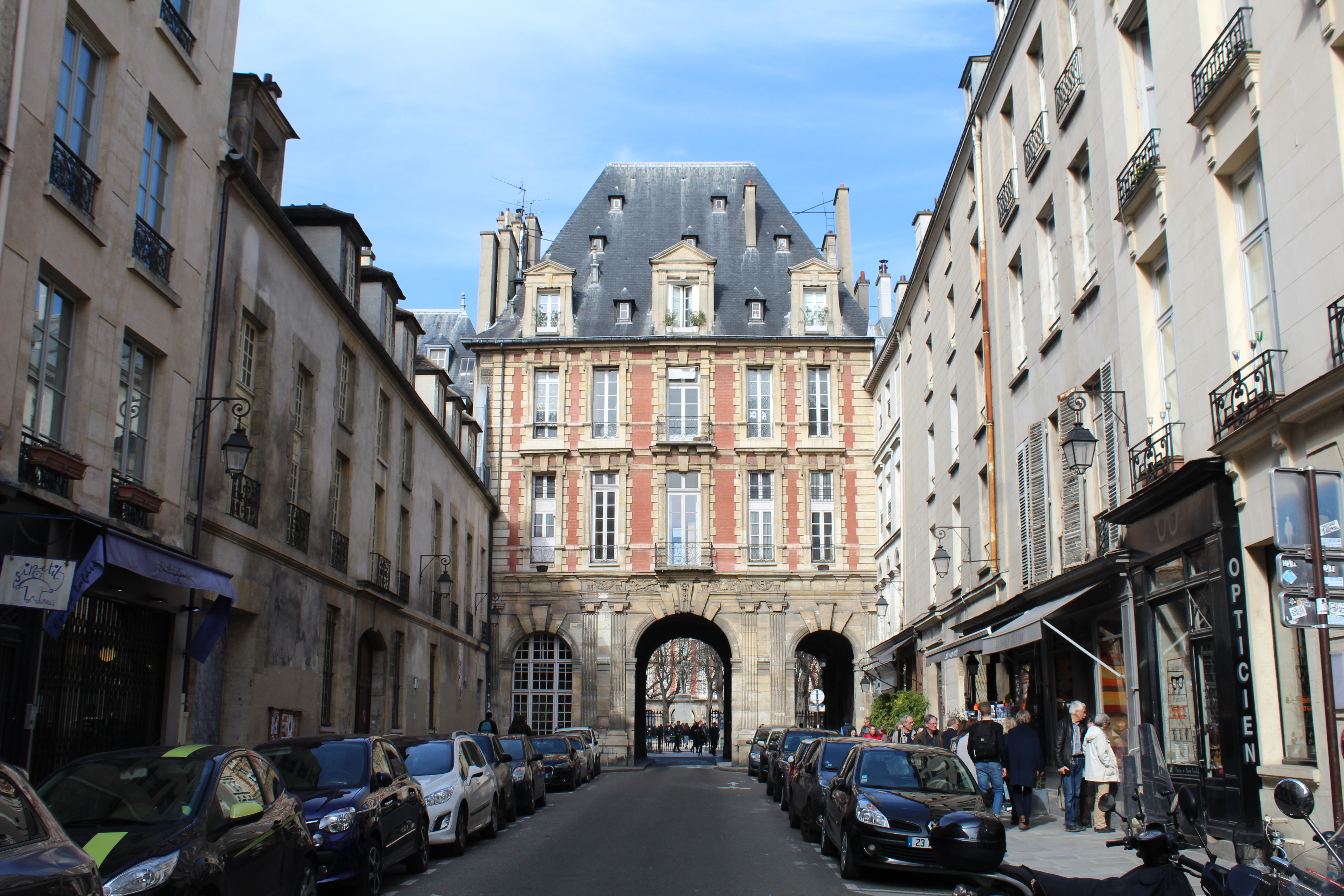
Vue du Pavillon du Roi depuis la rue de Birague, la façade porte le monogramme d'Henri IV et le passage permet la communication avec la place des Vosges.
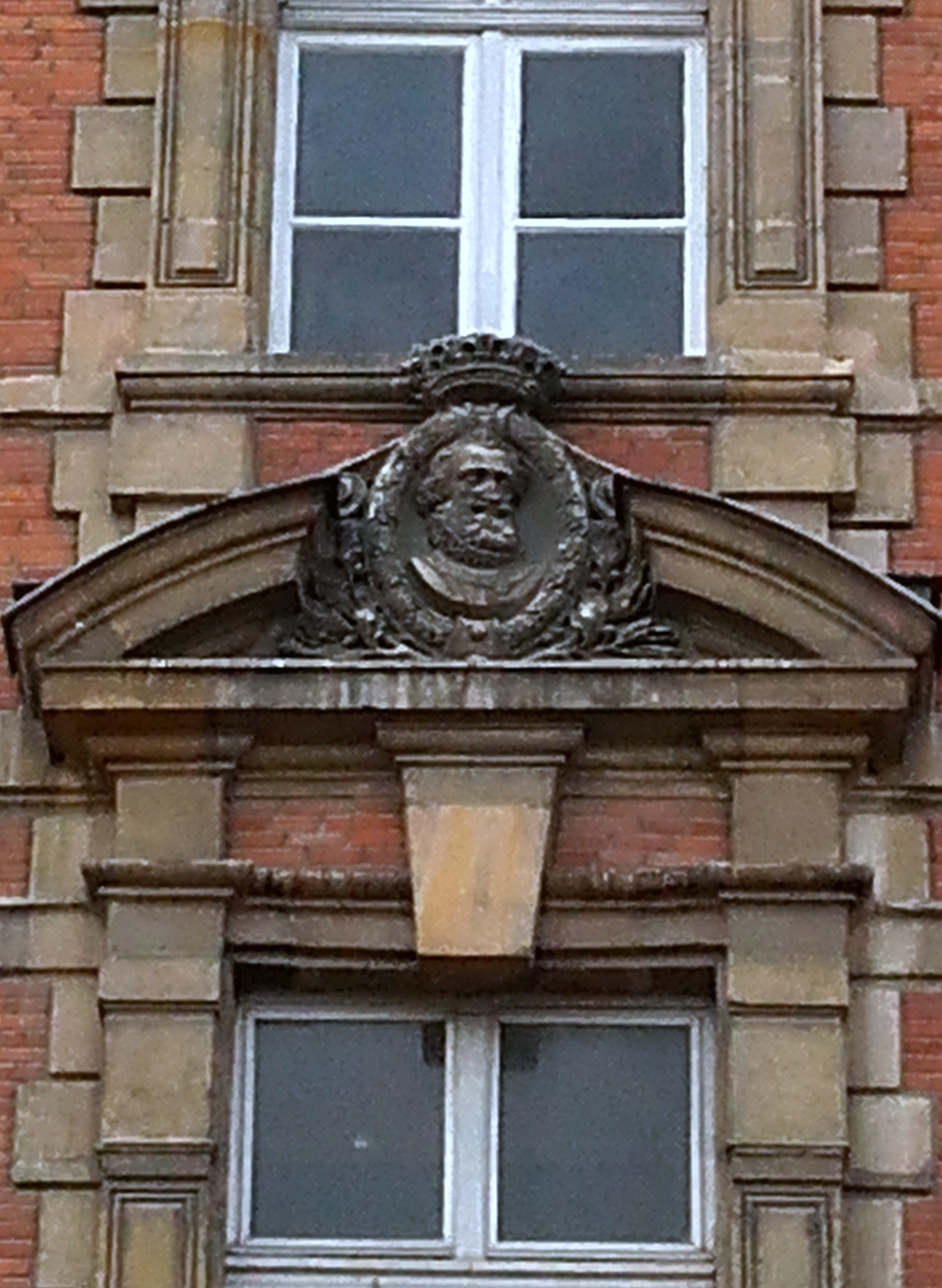
Médaillon d'Henri IV sur le linteau d'une fenêtre.